# Petit Le Mans
La Petit Le Mans es una carrera de resistencia que se disputa en el autódromo de Road Atlanta, Estados Unidos desde el año 1998 que se celebra en septiembre u octubre. Desde 1998 hasta 2013 la carrera tenía un doble límite de duración: 1000 millas o 10 horas, por entonces todas las ediciones salvo 2009 finalizaron por límite de distancia. A partir de 2014, la duración solo tuvo el límite de 10 horas, sin límite de distancia.

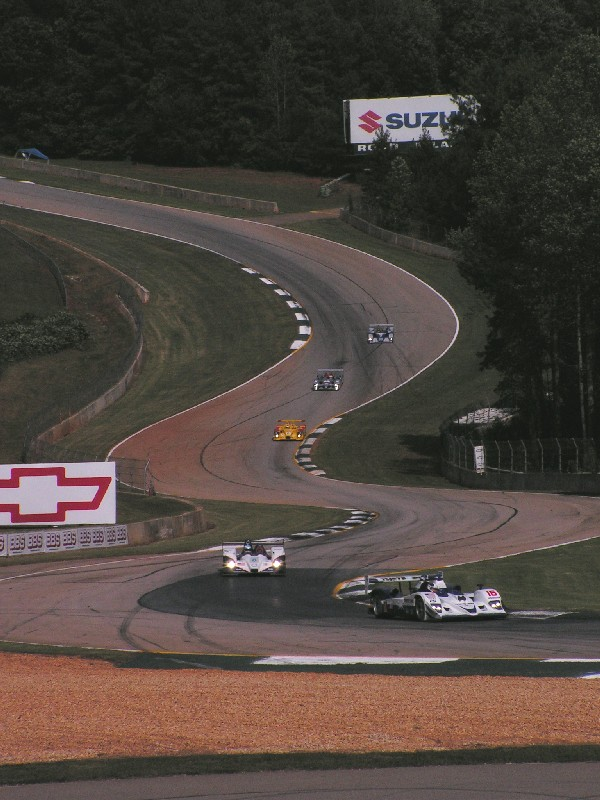
Petit Le Mans del año 2006.

La edición de 1998 de la Petit Le Mans fue un experimento del empresario Don Panoz con la idea crear una categoría de sport prototipos y gran turismos en América del Norte que siguiera las mismas reglas que las 24 Horas de Le Mans. En 1999, creó la American Le Mans Series en sustitución del Campeonato IMSA GT. Junto con las 12 Horas de Sebring, Petit Le Mans ha sido una de las carreras especiales de esa categoría desde su estreno en 1999 hasta su desaparición en 2013. En 2014, se convirtió en fecha puntuable de la United SportsCar Championship, categoría formada por la fusión de la American Le Mans Series y la Rolex Sports Car Series. En 2010 y 2011, fue una fecha válida de la Copa Intercontinental Le Mans.
Los ganadores de la carrera en cada clase recibían una invitación a las 24 horas de Le Mans del año siguiente, sin embargo fue retirado a partir de 2012.

## Ganadores

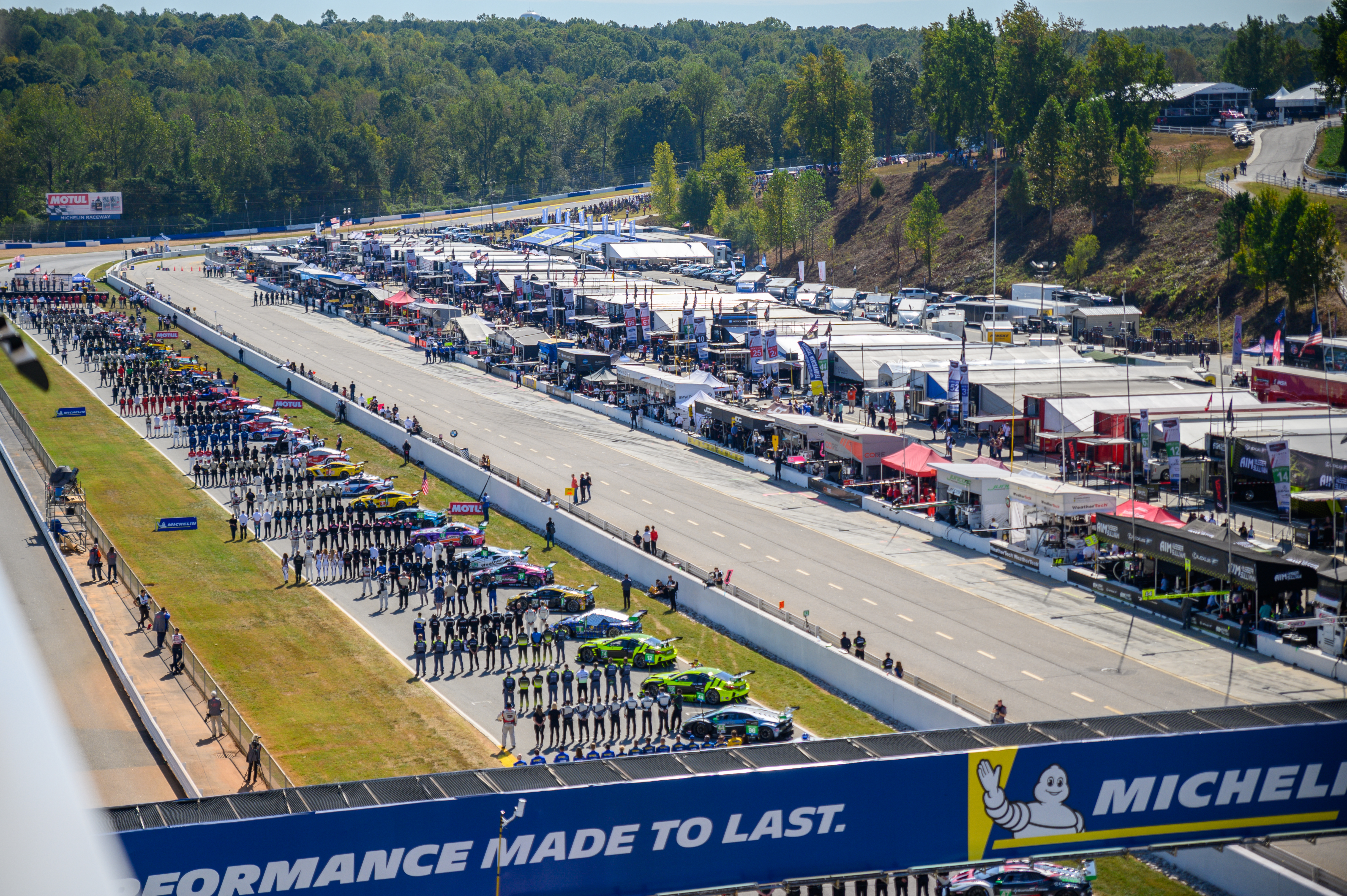
Grilla de salida de 2019.

### General
| Año  | Pilotos            | Pilotos           | Pilotos              | Automóvil                   |
| ---- | ------------------ | ----------------- | -------------------- | --------------------------- |
| 1998 | Eric van de Poele  | Emmanuel Collard  | Wayne Taylor         | Ferrari 333 SP              |
| 1999 | David Brabham      | Éric Bernard      | Andy Wallace         | Panoz LMP-1 Roadster-S-Ford |
| 2000 | Rinaldo Capello    | Allan McNish      | Michele Alboreto     | Audi R8 LMP                 |
| 2001 | Emanuele Pirro     | Frank Biela       | Frank Biela          | Audi R8 LMP                 |
| 2002 | Rinaldo Capello    | Tom Kristensen    | Tom Kristensen       | Audi R8 LMP                 |
| 2003 | J. J. Lehto        | Johnny Herbert    | Johnny Herbert       | Audi R8 LMP                 |
| 2004 | J. J. Lehto        | Marco Werner      | Marco Werner         | Audi R8 LMP                 |
| 2005 | Emanuele Pirro     | Frank Biela       | Frank Biela          | Audi R8 LMP                 |
| 2006 | Rinaldo Capello    | Allan McNish      | Allan McNish         | Audi R10 TDI                |
| 2007 | Rinaldo Capello    | Allan McNish      | Allan McNish         | Audi R10 TDI                |
| 2008 | Rinaldo Capello    | Allan McNish      | Emanuele Pirro       | Audi R10 TDI                |
| 2009 | Franck Montagny    | Stéphane Sarrazin | Stéphane Sarrazin    | Peugeot 908 HDI FAP         |
| 2010 | Franck Montagny    | Stéphane Sarrazin | Pedro Lamy           | Peugeot 908 HDI FAP         |
| 2011 | Franck Montagny    | Stéphane Sarrazin | Alexander Wurz       | Peugeot 908                 |
| 2012 | Neel Jani          | Nicolas Prost     | Andrea Belicchi      | Lola B12/60-Toyota          |
| 2013 | Neel Jani          | Nicolas Prost     | Nick Heidfeld        | Lola B12/60-Toyota          |
| 2014 | Jordan Taylor      | Ricky Taylor      | Max Angelelli        | Chevrolet Corvette DP       |
| 2015 | Nick Tandy         | Patrick Pilet     | Richard Lietz        | Porsche 911 RSR             |
| 2016 | John Pew           | Oswaldo Negri Jr. | Olivier Pla          | Ligier JS P2-Honda          |
| 2017 | Scott Sharp        | Ryan Dalziel      | Brendon Hartley      | Nissan Onroak DPi           |
| 2018 | Ryan Hunter-Reay   | Jordan Taylor     | Renger van der Zande | Cadillac Dallara DPi-V.R    |
| 2019 | Pipo Derani        | Felipe Nasr       | Eric Curran          | Cadillac Dallara DPi-V.R    |
| 2020 | Scott Dixon        | Ryan Briscoe      | Renger van der Zande | Cadillac Dallara DPi-V.R    |
| 2021 | Jonathan Bomarito  | Oliver Jarvis     | Harry Tincknell      | Mazda Multimatic RT24-P     |
| 2022 | Tom Blomqvist      | Hélio Castroneves | Oliver Jarvis        | Acura Oreca ARX-05          |
| 2023 | Tom Blomqvist      | Hélio Castroneves | Colin Braun          | Acura Oreca AR24e           |
| 2024 | Sébastien Bourdais | Scott Dixon       | Renger van der Zande | Cadillac V-Series.R         |

### Clases
LMP675 / LMP2
| Año  | Clase  | Pilotos            | Pilotos           | Pilotos           | Automóvil                  |
| ---- | ------ | ------------------ | ----------------- | ----------------- | -------------------------- |
| 1998 | WSC    | Butch Leitzinger   | Scott Schubot     | Henry Camferdam   | Riley & Scott Mk. III-Ford |
| 2001 | LMP675 | Scott Maxwell      | John Graham       | Milka Duno        | Reynard 01Q-Judd           |
| 2002 | LMP675 | Jon Field          | Duncan Dayton     | Michael Durand    | MG-Lola EX257              |
| 2003 | LMP675 | Jon Field          | Duncan Dayton     | Larry Connor      | Lola B01/60-Judd           |
| 2004 | LMP2   | Robin Liddell      | Clint Field       | Milka Duno        | Lola B2K/40-Judd           |
| 2005 | LMP2   | Jon Field          | Clint Field       | Liz Halliday      | Lola B05/40-AER            |
| 2006 | LMP2   | Timo Bernhard      | Sascha Maassen    | Emmanuel Collard  | Porsche RS Spyder          |
| 2007 | LMP2   | Timo Bernhard      | Patrick Long      | Romain Dumas      | Porsche RS Spyder          |
| 2008 | LMP2   | Ryan Briscoe       | Hélio Castroneves | Hélio Castroneves | Porsche RS Spyder          |
| 2009 | LMP2   | Butch Leitzinger   | Marino Franchitti | Ben Devlin        | Lola B08/86-Mazda          |
| 2010 | LMP2   | David Brabham      | Marino Franchitti | Simon Pagenaud    | HPD ARX-01C                |
| 2011 | LMP2   | Christophe Bouchut | João Barbosa      | Scott Tucker      | HPD ARX-01g                |
| 2012 | LMP2   | Christophe Bouchut | Luis Díaz         | Scott Tucker      | HPD ARX-03b                |
| 2013 | LMP2   | Ryan Briscoe       | Marino Franchitti | Scott Tucker      | HPD ARX-03b                |
| 2020 | LMP2   | John Farano        | Mikkel Jensen     | Job van Uitert    | Oreca 07                   |
| 2021 | LMP2   | Gabriel Aubry      | John Farano       | James French      | Oreca 07                   |
| 2022 | LMP2   | Louis Delétraz     | John Farano       | Rui Andrade       | Oreca 07                   |
| 2023 | LMP2   | Ben Hanley         | George Kurtz      | Nolan Siegel      | Oreca 07                   |
| 2024 | LMP2   | Mikkel Jensen      | Hunter McElrea    | Steven Thomas     | Oreca 07                   |

LMPC
| Año  | Clase | Pilotos              | Pilotos          | Pilotos                    | Automóvil   |
| ---- | ----- | -------------------- | ---------------- | -------------------------- | ----------- |
| 2010 | LMPC  | Scott Tucker         | Marco Werner     | Burt Frisselle             | Oreca FLM09 |
| 2011 | LMPC  | Ken Dobson           | Henri Richard    | Ryan Lewis                 | Oreca FLM09 |
| 2012 | LMPC  | Alex Popow           | Ryan Dalziel     | Mark Wilkins               | Oreca FLM09 |
| 2013 | LMPC  | Kyle Marcelli        | Chris Cumming    | Stefan Johansson           | Oreca FLM09 |
| 2014 | LMPC  | Renger van der Zande | Alex Popow       | Mirco Schultis John Martin | Oreca FLM09 |
| 2015 | LMPC  | Mike Guasch          | Tom Kimber-Smith | Andrew Palmer              | Oreca FLM09 |
| 2016 | LMPC  | Robert Alon          | Tom Kimber-Smith | José Gutiérrez             | Oreca FLM09 |
| 2017 | LMPC  | Tomy Drissi          | John Falb        | Garrett Grist              | Oreca FLM09 |

GTS / GT1
| Año  | Clase | Pilotos          | Pilotos         | Pilotos        | Automóvil          |
| ---- | ----- | ---------------- | --------------- | -------------- | ------------------ |
| 1998 | GT1   | Thierry Boutsen  | Bob Wollek      | Ralf Kelleners | Porsche 911 GT1-98 |
| 1999 | GTS   | Olivier Beretta  | Karl Wendlinger | Marc Duez      | Dodge Viper        |
| 2000 | GTS   | Andy Pilgrim     | Kelly Collins   | Franck Fréon   | Chevrolet Corvette |
| 2001 | GTS   | Andy Pilgrim     | Kelly Collins   | Franck Fréon   | Chevrolet Corvette |
| 2002 | GTS   | Johnny O'Connell | Oliver Gavin    | Ron Fellows    | Chevrolet Corvette |
| 2003 | GTS   | Alain Menu       | Peter Kox       | Tomáš Enge     | Ferrari 550        |
| 2004 | GT1   | Olivier Beretta  | Oliver Gavin    | Jan Magnussen  | Chevrolet Corvette |
| 2005 | GT1   | Olivier Beretta  | Oliver Gavin    | Jan Magnussen  | Chevrolet Corvette |
| 2006 | GT1   | Darren Turner    | Tomáš Enge      | Tomáš Enge     | Aston Martin DBR9  |
| 2007 | GT1   | Olivier Beretta  | Oliver Gavin    | Max Papis      | Chevrolet Corvette |
| 2008 | GT1   | Johnny O'Connell | Ron Fellows     | Jan Magnussen  | Chevrolet Corvette |

GT / GT2 / GTLM / GTD Pro
| Año  | Clase   | Pilotos               | Pilotos               | Pilotos           | Automóvil                     |
| ---- | ------- | --------------------- | --------------------- | ----------------- | ----------------------------- |
| 1998 | GT2     | Michel Ligonnet       | Lance Stewart         | Lance Stewart     | Porsche 911 GT2               |
| 1999 | GT      | Dirk Müller           | Sascha Maassen        | Cort Wagner       | Porsche 911                   |
| 2000 | GT      | Sascha Maassen        | Bob Wollek            | Bob Wollek        | Porsche 911                   |
| 2001 | GT      | Hans-Joachim Stuck    | Boris Said            | Bill Auberlen     | BMW M3                        |
| 2002 | GT      | Lucas Luhr            | Sascha Maassen        | Sascha Maassen    | Porsche 911                   |
| 2003 | GT      | Timo Bernhard         | Jörg Bergmeister      | Romain Dumas      | Porsche 911                   |
| 2004 | GT2     | Timo Bernhard         | Jörg Bergmeister      | Sascha Maassen    | Porsche 911                   |
| 2005 | GT2     | Patrick Long          | Jörg Bergmeister      | Jörg Bergmeister  | Porsche 911                   |
| 2006 | GT2     | Patrick Long          | Jörg Bergmeister      | Niclas Jönsson    | Porsche 911                   |
| 2007 | GT2     | Johannes van Overbeek | Jörg Bergmeister      | Marc Lieb         | Porsche 911                   |
| 2008 | GT2     | Jaime Melo Jr.        | Mika Salo             | Mika Salo         | Ferrari F430                  |
| 2009 | GT2     | Jaime Melo Jr.        | Pierre Kaffer         | Mika Salo         | Ferrari F430                  |
| 2010 | GT2     | Emmanuel Collard      | Oliver Gavin          | Jan Magnussen     | Chevrolet Corvette            |
| 2011 | GT      | Giancarlo Fisichella  | Pierre Kaffer         | Gianmaria Bruni   | Ferrari 458 Italia            |
| 2012 | GT      | Scott Sharp           | Johannes van Overbeek | Toni Vilander     | Ferrari 458 Italia            |
| 2013 | GT      | Bryan Sellers         | Wolf Henzler          | Nick Tandy        | Porsche 911                   |
| 2014 | GTLM    | Bryan Sellers         | Wolf Henzler          | Marco Holzer      | Porsche 911                   |
| 2015 | GTLM    | Nick Tandy            | Patrick Pilet         | Richard Lietz     | Porsche 911                   |
| 2016 | GTLM    | Giancarlo Fisichella  | Toni Vilander         | James Calado      | Ferrari 488 GTE               |
| 2017 | GTLM    | Bill Auberlen         | Alexander Sims        | Kuno Wittmer      | BMW M6 GTE                    |
| 2018 | GTLM    | Frédéric Makowiecki   | Patrick Pilet         | Nick Tandy        | Porsche 911                   |
| 2019 | GTLM    | Daniel Serra          | Alessandro Pier Guidi | James Calado      | Ferrari 488 GTE               |
| 2020 | GTLM    | Frédéric Makowiecki   | Matt Campbell         | Nick Tandy        | Porsche 911                   |
| 2021 | GTLM    | Mathieu Jaminet       | Matt Campbell         | Cooper MacNeil    | Porsche 911                   |
| 2022 | GTD Pro | Ben Barnicoat         | Jack Hawksworth       | Kyle Kirkwood     | Lexus RC                      |
| 2023 | GTD Pro | Maro Engel            | Jules Gounon          | Daniel Juncadella | Mercedes-AMG GT               |
| 2024 | GTD Pro | Mirko Bortolotti      | Jordan Pepper         | Franck Perera     | Lamborghini Huracán GT3 Evo 2 |

GTC / GTD
| Año  | Clase | Pilotos             | Pilotos            | Pilotos                | Automóvil                |
| ---- | ----- | ------------------- | ------------------ | ---------------------- | ------------------------ |
| 2010 | GTC   | Henri Richard       | Andy Lally         | Duncan Ende            | Porsche 997 GT3 Cup      |
| 2011 | GTC   | Tim Pappas          | Jeroen Bleekemolen | Sebastiaan Bleekemolen | Porsche 997 GT3 Cup      |
| 2012 | GTC   | Henrique Cisneros   | Mario Farnbacher   | Jakub Giermaziak       | Porsche 997 GT3 Cup      |
| 2013 | GTC   | Spencer Pumpelly    | Madison Snow       | Nelson Canache, Jr.    | Porsche 997 GT3 Cup      |
| 2014 | GTD   | Bryce Miller        | Christopher Haase  | Matthew Bell           | Audi R8 LMS              |
| 2015 | GTD   | Patrick Lindsey     | Spencer Pumpelly   | Madison Snow           | Porsche 911 GT America   |
| 2016 | GTD   | Jeroen Bleekemolen  | Ben Keating        | Marc Miller            | Dodge Viper GT3-R        |
| 2017 | GTD   | Connor De Phillippi | Christopher Mies   | Sheldon van der Linde  | Audi R8 LMS              |
| 2018 | GTD   | Gunnar Jeannette    | Cooper MacNeil     | Daniel Serra           | Ferrari 488              |
| 2019 | GTD   | Bill Auberlen       | Robby Foley        | Dillon Machavern       | BMW M6                   |
| 2020 | GTD   | Jeff Westphal       | Cooper MacNeil     | Alessandro Balzan      | Ferrari 488              |
| 2021 | GTD   | Roman de Angelis    | Ross Gunn          | Ian James              | Aston Martin Vantage AMR |
| 2022 | GTD   | Till Bechtolsheimer | Mario Farnbacher   | Kyffin Simpson         | Honda NSX                |
| 2023 | GTD   | Misha Goikhberg     | Patrick Liddy      | Loris Spinelli         | Lamborghini Huracán      |
| 2024 | GTD   | Albert Costa        | Manny Franco       | Cédric Sbirrazzuoli    | Ferrari 296 GT3          |

## Estadísticas

### Constructores con más títulos
| Núm. | Constructor | Victorias | Años                                                 |
| ---- | ----------- | --------- | ---------------------------------------------------- |
| 1    | Audi        | 9         | 2000, 2001, 2002, 2003, 2004, 2005, 2006, 2007, 2008 |
| 2    | Cadillac    | 4         | 2018, 2019, 2020, 2024                               |
| 3    | Peugeot     | 3         | 2009, 2010, 2011                                     |
| 4    | Lola        | 2         | 2012, 2013                                           |
| 4    | Acura       | 2         | 2022, 2023                                           |
| 6    | Ferrari     | 1         | 1998                                                 |
| 6    | Panoz       | 1         | 1999                                                 |
| 6    | Chevrolet   | 1         | 2014                                                 |
| 6    | Porsche     | 1         | 2015                                                 |
| 6    | Honda       | 1         | 2016                                                 |
| 6    | Nissan      | 1         | 2017                                                 |
| 6    | Mazda       | 1         | 2021                                                 |